# HD 45765
HD 45765，又名BD-17 1506，SAO 151546、HR 2359，是一颗恒星，视星等为5.77，位于銀經226.2，銀緯-12.78，其B1900.0坐标为赤經6h 24m 11.7s，赤緯-17° -12.78′ 8″。